# Liste des comtes de Bordeaux
Les premiers comtes de Bordeaux remontent à l’époque carolingienne, et sont alors des fonctionnaires chargés de défendre une région contre les incursions extérieures. Ils ont également pouvoir de justice.

## Comtes féodaux
- 812 - 816 : Seguin Ier
- 816 - 845 : Seguin II

...
- 977 - 996 : Guillaume Sanche de Gascogne
- 997 - 1009 : Bernard Guillaume de Gascogne, son fils (également duc de Gascogne)
- 1009 - 1032 : Sanche V Guillaume de Gascogne, son frère (également duc de Gascogne)

## Pour approfondir